# Gastrochilus inconspicuus
Gastrochilus inconspicuus là một loài lan.

## Hình ảnh

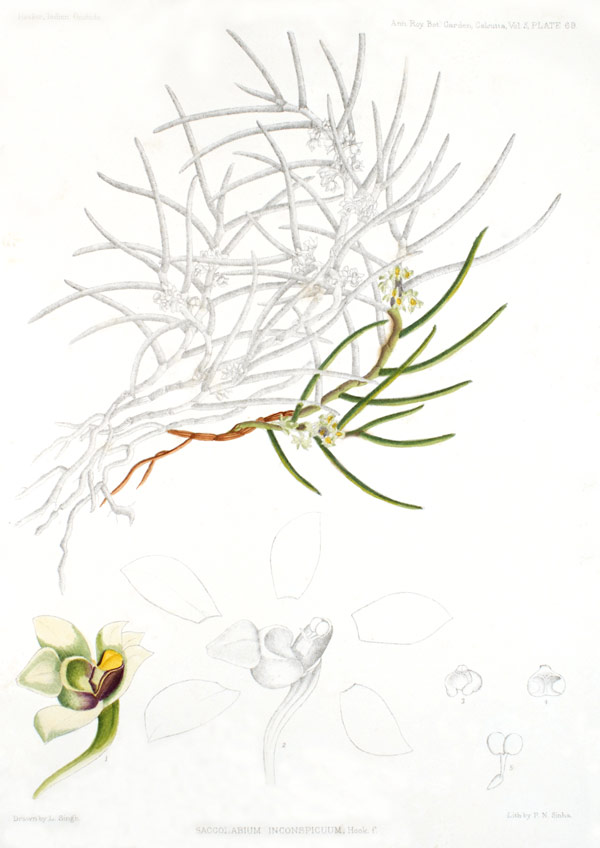